# Тапачула
Тапачула (ісп. Tapachula) — місто в мексиканському штаті Чіапас. Входить до складу району Соконуско. Назва Тапачула перекладається з мови науатль як «між паводками».

## Географія
Тапачула розташована на півдні Чіапасу, неподалік від кордону з Гватемалою.

### Клімат
Місто знаходиться у зоні, котра характеризується кліматом тропічних саван. Найтепліший місяць — квітень із середньою температурою 28.1 °C (82.6 °F). Найхолодніший місяць — грудень, із середньою температурою 25.5 °С (77.9 °F).
| Клімат Тапачули         | Клімат Тапачули | Клімат Тапачули | Клімат Тапачули | Клімат Тапачули | Клімат Тапачули | Клімат Тапачули | Клімат Тапачули | Клімат Тапачули | Клімат Тапачули | Клімат Тапачули | Клімат Тапачули | Клімат Тапачули | Клімат Тапачули |
| Показник                | Січ.            | Лют.            | Бер.            | Квіт.           | Трав.           | Черв.           | Лип.            | Серп.           | Вер.            | Жовт.           | Лист.           | Груд.           | Рік             |
| Абсолютний максимум, °C | 39              | 38,1            | 38,8            | 39              | 39,6            | 38,7            | 39,3            | 39,2            | 39              | 38,1            | 37,3            | 37              | 39,6            |
| Середній максимум, °C   | 33,6            | 34,4            | 35,2            | 35,3            | 34,1            | 32,8            | 33,2            | 33,1            | 32,2            | 32,5            | 32,9            | 33              | 33,5            |
| Середня температура, °C | 25,7            | 26,4            | 27,4            | 28,1            | 27,6            | 26,7            | 26,7            | 26,7            | 26,2            | 26,2            | 26,2            | 25,5            | 26,6            |
| Середній мінімум, °C    | 17,9            | 18,5            | 19,7            | 20,9            | 21,1            | 20,6            | 20,2            | 20,2            | 20,1            | 20              | 19,4            | 18,1            | 19,7            |
| Абсолютний мінімум, °C  | 10              | 9,4             | 10,6            | 12,5            | 15              | 15,5            | 10,1            | 12,2            | 14,5            | 12,2            | 9               | 11,5            | 9               |
| Норма опадів, мм        | 7               | 6               | 22              | 81              | 245             | 362             | 310             | 330             | 434             | 291             | 73              | 9               | 2172            |
| Днів з дощем            | 0,8             | 0,9             | 2               | 7,3             | 17,5            | 22,3            | 21              | 22,2            | 23,9            | 19,6            | 6,7             | 1,7             | 145,9           |
| Вологість повітря, %    | 68              | 66              | 67              | 71              | 77              | 82              | 79              | 80              | 82              | 82              | 76              | 72              | 75              |
| ----------------------- | --------------- | --------------- | --------------- | --------------- | --------------- | --------------- | --------------- | --------------- | --------------- | --------------- | --------------- | --------------- | --------------- |
| Джерело: Weatherbase    |                 |                 |                 |                 |                 |                 |                 |                 |                 |                 |                 |                 |                 |